# Seoulite
Seoulite è il secondo album in studio della cantante sudcoreana Lee Hi, pubblicato nel 2016.

## Tracce
1. World Tour (feat. Mino) – 4:37
2. My Star – 3:42
3. 손잡아 줘요 (Hold My Hand) – 3:39
4. 희망고문 (Blues) – 3:56
5. 한숨 (Breathe) – 4:49
6. 스쳐 간다 (Passing By) – 3:19
7. Fxxk Wit Us (feat. Dok2) – 3:38
8. Official (feat. Incredivle) – 3:29
9. 안봐도 비디오 (Video) (feat. Bobby) – 3:40
10. Missing U – 4:08
11. 밤샘 (Up All Night) (feat. Tablo) – 3:40
12. 나는 달라 (I'm Different) (Hi Suhyun feat. Bobby) (Bonus Track) – 3:35